# Barbican perlé
Trachyphonus margaritatus
Espèce
Statut de conservation UICN

 LC  : Préoccupation mineure
Le Barbican perlé (Trachyphonus margaritatus) est une espèce d'oiseau de la famille des Lybiidae.